# Josh Byrne
Josh Byrne (* 15. února 1984 v Los Angeles v Kalifornii) je americký herec známý především díky své roli Brendana Lamberta v sitcomu Krok za krokem, ve kterém hrál v šesti řadách a v poslední, tedy sedmé řadě bez vysvětlení zmizel. Další vystoupení v televizi měl například v seriálech Who's The Boss? a The Family Man a filmu Mr. Saturday Night, kde hrál mladšího Billyho Crystala a zahrál si tam společně s Jasonem Marsdenem, se kterým se poté setkal i v Kroku za krokem.